# Jérémy To'a
Pas d'image ? Cliquez ici

a Compétitions nationales et continentales officielles uniquement.

b Matchs officiels uniquement.
Dernière mise à jour le 13 février 2023.
Jérémy To'a, né le 30 août 1996, est un joueur de rugby à XV helvético-samoan évoluant au poste de centre.

## Biographie
Jérémy To'a naît à Hausen bei Brugg dans le canton d'Argovie d'un père samoan. Il découvre le rugby à 5 ans, au sein du RC Würenlos. Talent prometteur, il gravit tous les échelons du rugby suisse, passant par les sélections moins de 18 ans et moins de  20 ans. En 2014, au retour du championnat d'Europe des moins de 20 ans disputé à Zagreb, il crée avec un ami un club dans sa ville natale, appelé Hausen Baboons.
En 2015, il découvre l'élite suisse en portant les couleurs de la sélection nationale à sept. L'année suivante, il intègre le centre de formation d'Oyonnax rugby, après avoir reçu des offres du FC Grenoble et du Lyon OU. Quelques mois après son incorporation à l'académie oyonnaxienne, il dispute son premier match sous le maillot de l'équipe de Suisse, face à la Moldavie. En sélection, il va rapidement s'installer comme un élément clé de l'équipe les saisons suivantes, devenant titulaire au centre à plusieurs reprises.
En 2019, après trois saisons en France, il réalise son ambition en partant jouer en Angleterre. Il rejoint le Sale FC (en) qui évolue en National League One. Après une saison, il a l'occasion de monter d'un niveau, en rejoignant Ampthill RUFC qui évoluait en Championship. Il ne reste qu'une saison à Ampthill, avant de redescendre en National League One, au sein du Plymouth Albion RFC.

## Statistiques

### En sélection
| Année | Compétition   | Matchs | Points | Essais | Transf. | Drops | Pénal. |
| ----- | ------------- | ------ | ------ | ------ | ------- | ----- | ------ |
| 2016  | RET 2016-2017 | 1      | 5      | 1      | -       | -     | -      |
| 2017  | RET 2016-2017 | 1      | -      | -      | -       | -     | -      |
| 2017  | RET 2017-2018 | 2      | -      | -      | -       | -     | -      |
| 2018  | RET 2017-2018 | 1      | -      | -      | -       | -     | -      |
| 2018  | RET 2018-2019 | 1      | -      | -      | -       | -     | -      |
| 2019  | RET 2018-2019 | 2      | 10     | 2      | -       | -     | -      |
| Total | Total         | 8      | 15     | 3      | -       | -     | -      |

| Essai | Adversaire | Lieu                               | Compétition   | Date             | Résultat | Score |
| ----- | ---------- | ---------------------------------- | ------------- | ---------------- | -------- | ----- |
| 1     | Moldavie   | Stade municipal, Yverdon-les-Bains | RET 2016-2017 | 26 novembre 2016 | Victoire | 29-26 |
| 2     | Pologne    | Stade municipal, Yverdon-les-Bains | RET 2018-2019 | 23 novembre 2019 | Défaite  | 20-23 |